# Maître-assistant
Dans l'enseignement supérieur français, le corps des maîtres-assistants est créé en 1960 dans les facultés de Lettres et de Sciences, puis étendu au Droit en 1962 et à la Pharmacie en 1969, ainsi que dans plusieurs grandes écoles. Il est supprimé pour l'essentiel en 1984. 
Ce grade est encore en vigueur aujourd'hui dans les écoles des mines, les écoles des télécommunications, les écoles de la défense, les écoles d'agronomie et les écoles vétérinaires, mais avec des fonctions et un statut équivalents à ceux des maîtres de conférences. 
En revanche, les universités catholiques conservent dans leur personnel des maîtres-assistants ayant le statut et les fonctions en vigueur dans l'enseignement supérieur public de 1960 à 1984. 
En ce qui concerne la période de 1960 à 1984, les maîtres-assistants sont des enseignants universitaires de rang intermédiaires entre les assistants et les professeurs. Ils sont chargés de l'enseignement (hors amphithéâtre) en premier et deuxième cycles. Ils préparent généralement un doctorat d'Etat. 
La création de ce corps ouvre une possibilité de promotion et éventuellement de titularisation aux assistants doctorants d’Etat tout en institutionnalisant un grand nombre de « carrières subalternes » au sein du corps universitaire, l'objectif étant de faire face à l'augmentation du nombre des étudiants sans accroître dans la même proportion le nombre des professeurs d'université. 

## Les maîtres-assistants de l'enseignement supérieur public (1960-1984)
Trois corps de maîtres-assistants sont créés à partir de 1960 dans l'enseignement supérieur public (sciences et lettres en 1960, droit en 1962, pharmacie en 1969).

### Causes de la création des corps de maîtres-assistants
La création de cette nouvelle catégorie d'enseignants universitaires, chargés, avec les assistants et les chefs de travaux, des cours dits « de rang B » (cours en classe, TD, TP, cours de projets[pas clair]), est un moyen de faire face à l'accroissement rapide du nombre d'étudiants sans accroitre le nombre d'enseignants de rang magistral [« de rang A »] chargés des cours en amphithéâtre (professeurs titulaires et maîtres de conférences agrégés). 
« L'institution de cette catégorie intermédiaire d'enseignants-chercheurs a été rendue indispensable par l'avènement d'un enseignement supérieur de masse (80 000 étudiants en 1939, 350 000 en 1964, 509 000 en 1968, 704 000 en 1972, 845 000 en 1980, plus de 900 000 en 1984) » 

### Conséquences sur l'évolution des corps enseignants universitaires
Du fait de l'augmentation rapide du nombre des maîtres-assistants dans les années 1960 et 1970, « la proportion des enseignants de rang magistral diminue considérablement ». Lors de la fusion des corps des enseignants de rang magistral en 1979, on comptait déjà plus de maîtres-assistants (15 468) que d'enseignants de rang magistral (11 000) et les maîtres-assistants représentaient 40,6 % des enseignants du supérieur public en 1980 (les professeurs des universités 29,3 %). Cette tendance s'est d'ailleurs prolongée par la suite : en 2005, on compte plus de deux fois plus de maîtres de conférences (34 500) que de professeurs des universités (15 600). 
Cette importante évolution de la composition du corps enseignant universitaire conduisent à partir de 1968 à une « crise des hiérarchies universitaires [se cristallisant] autour de l'opposition entre professeurs et maîtres-assistants ». Dans le système antérieur, les assistants « n'étaient pas plus nombreux que les professeurs titulaires » et n'étaient donc différents que par la génération, dans le cadre d'un système « fondé sur la reproduction simple » « Le mode de recrutement ancien était une forme de cooptation anticipée par laquelle les anciens choisissaient non des subordonnés voués à une carrière subalterne (institutionnalisée [à partir de 1960] sous la forme de la position de maître-assistant) mais des pairs potentiels, susceptibles d'être appelés à leur succéder.» . « La croissance du nombre de professeurs ne suivant pas celle des étudiants, [...] les maîtres-assistants [furent] appelés à faire des cours au-delà du premier cycle et à exercer des fonctions qui [n'étaient] pas celles de leur grade, ce qui [assit] leurs revendications ».
En 1984, le corps des maîtres-assistants fusionne avec celui des anciens maîtres de conférences au sein du nouveau corps des maîtres de conférences de l'Enseignement Supérieur.

### Facultés des sciences et des lettres (1960)
Le corps des maîtres-assistants est créé en 1960 dans les facultés des sciences, dans les facultés des lettres et sciences humaines, dans les écoles normales supérieures et dans certains grands établissements d'enseignement supérieur. 
Les maîtres-assistants ont pour mission d'encadrer les étudiants en petit groupe afin d'organiser et de diriger les travaux pratiques et les exercices et de dispenser un enseignement d'appoint dans les propédeutiques en assistance aux professeurs et maîtres agrégés chargés de la partie fondamentale de cet enseignement. Ils doivent de plus contribuer aux travaux dans les services de recherche auxquels ils sont affectés. Leurs services d'enseignement sont initialement de quatre séances de travaux pratiques ou cinq séances d'exercices ou  six heures d'enseignement en propédeutique. Ils exercent leurs fonctions sous l'autorité du chef du département ou, à défaut, du professeur responsable. 
Les candidats à un poste de maître-assistant doivent être inscrits sur une liste d'aptitudes établie par le comité consultatif des universités. Peuvent être candidats à l'inscription sur cette liste : 
- les docteurs ès sciences ou ès lettres,
- les ingénieurs-docteurs,
- les titulaires d'un doctorat de troisième cycle,
- les professeurs agrégés,
- les assistants des facultés ayant exercé leurs fonctions depuis au moins trois ans.

Pour accéder à la première classe, il faut être inscrit sur la liste d'aptitude à l'enseignement supérieur (ensuite liste spéciale d'aptitude à la première classe) ou bien avoir été lauréat d'un concours d'agrégation de l'enseignement secondaire.[pas clair]

### Facultés de droit, sciences économiques et sciences politiques (1962)
Le corps de maîtres-assistants est créé dans les facultés de droit et des sciences économiques en 1962. 
Ils ont pour mission d'encadrer les assistants, les chargés de travaux pratiques, les moniteurs et les étudiants en petits groupes. Ils doivent participer à l'organisation et à la direction des travaux pratiques et travaux dirigés et, sur désignation annuelle de l'assemblée, à l'enseignement dans les années de capacité et éventuellement dans les années de licence, en assistance aux professeurs et maîtres agrégés chargés de la partie fondamentale de cet enseignement. 
Ils devaient en outre contribuer aux travaux de recherche dans les établissements ou les services de recherche auxquels ils sont affectés. Ils exercent leurs fonctions sous l'autorité du doyen et sous la direction du professeur ou de l'agrégé responsable. 
Leurs services d'enseignement sont de quatre séances dirigées d'études et de recherches au niveau du doctorat ou cinq séances d'exercices de licence ou six heures d'enseignement dans les années de licence ou de capacité. 
Les candidats à un poste de maître-assistant dans les facultés de droit doivent être inscrit sur une liste d'aptitude établie par le comité consultatif des universités. Peuvent être candidats à l'inscription sur la liste d'aptitude : 
- les docteurs en droit
- à partir de 1966, les titulaires du doctorat de 3e cycle[11] en sciences économiques ou sciences politiques qui ont exercé les fonctions d'assistant, de chef de travaux ou de chargé d'enseignement pendant deux ans au moins.

Pour accéder à la 1re classe, il faut être inscrit sur une liste spéciale d'aptitude à cette classe ou avoir été admissible au concours de l'agrégation des facultés de droit.
En 1978, est créée une dénomination de « chargé de conférences » dont peuvent bénéficier les maîtres-assistants de 1re classe titulaires du doctorat d'État.

### Facultés de pharmacie (1969)
En 1969 est créé un corps de maîtres-assistants pour les disciplines pharmaceutiques. 
Ils ont pour mission d'encadrer les assistants, les moniteurs et les étudiants en petits groupes. Ils sont chargés des travaux dirigés et des exercices, participent à l'organisation et à la direction des travaux pratiques et à l'enseignement en première année et, également, dans les autres années d'études, en assistance aux professeurs et maîtres agrégés chargés de la partie fondamentale de cet enseignement. Ils doivent également contribuer aux travaux de recherche. Ils exercent leurs fonctions sous l'autorité du doyen ou du chef d'établissement responsable et sous la direction du professeur intéressé. Leur service d'enseignement hebdomadaire est de quatre séances de travaux pratiques ou cinq séances de travaux dirigés ou six heures de cours.

### Réforme de 1979
Les modalités de recrutement et de titularisation de ces trois corps de maîtres-assistants sont modifiées par le décret 79-686, qui 
- supprime la liste d'aptitude aux fonctions de maître-assistant,
- supprime la possibilité pour les assistants de plus de trois ans non docteurs de postuler pour devenir maître-assistant
- instaure une procédure de concours national sur emplois affectés aux établissements.

L'examen des candidatures est confié aux commissions de spécialistes, créées en 1977, qui doivent arrêter une liste de classement de deux à quatre candidats. Cette liste est alors transmise au conseil de l'université qui formule un avis. La liste de classement est ensuite examinée par la section compétente du conseil supérieur des corps universitaires qui auditionne chaque candidat après avoir entendu deux rapports sur chacun d'eux et propose un candidat au ministre des universités en vue de sa nomination. 
Pour être titularisés, les maîtres-assistants issus du corps des professeurs agrégés de l'enseignement secondaire ou des corps de professeurs et professeurs techniques de l'École nationale supérieure des arts et métiers et des Écoles normales nationales d'apprentissage, doivent soutenir dans un délai de deux ans une thèse de doctorat d'État, de 3e cycle ou de docteur-ingénieur.

### Suppression (1984)
Les trois corps de maîtres-assistants sont mis en extinction[pas clair] par le décret 84-431 : les maîtres-assistants sont intégrés dans le nouveau corps des maîtres de conférences.

## Maîtres-assistants de l'enseignement supérieur privé
Dans l'enseignement supérieur privé et notamment dans les universités catholiques, le titre de maître-assistant est attribué aux enseignants ayant des responsabilités pédagogiques, sans activité de recherche incluse dans leur service. Ils ne sont donc pas enseignants-chercheurs.
Généralement titulaires du doctorat, ils doivent au moins justifier d'un master et d'une expérience d'enseignement significative.

## Maîtres-assistants relevant du ministère de l'agriculture (1964)
En 1964 sont créés deux corps : 
- celui des maîtres-assistants pour l'Institut national agronomique et les autres écoles nationales supérieures agronomiques[14],
- celui des écoles nationales vétérinaires[15].

## Maîtres-assistants relevant du ministère de l'industrie (1969)
Un corps de maîtres-assistants est créé en 1969 pour les écoles des mines. 
Ils étaient chargés d'organiser et diriger les exercices et les travaux pratiques, de participer à l'activité des laboratoires et de dispenser un enseignement d'appoint. Ils exerçaient leurs fonctions sous l'autorité des professeurs responsables des enseignements. Ils étaient aidés par les assistants. 
Le statut des maîtres-assistants des écoles des mines a été reformé en 2007 afin de le rendre similaire aux statuts des maîtres de conférences de l'enseignement supérieur. Aujourd'hui, les fonctions sont les mêmes pour ces deux corps relevant de ministères différents.